# Tristán Narvaja
Tristán Narvaja (Córdoba, 17 de març de 1819 – Montevideo, 19 de febrer de 1877) fou un jurista, jutge, teòleg i polític uruguaià d'origen argentí.

## Biografia
Nascut a Córdoba, Argentina, Narvaja estudià al Col·legi dels Franciscans i més endavant a Buenos Aires, on es doctorà en Teologia i Jurisprudència. El 1840 viatjà a l'Uruguai, renovà el seu títol de doctor en Jurisprudència i es graduà en Dret.
Durant la Guerra Gran o guerra civil uruguaiana, Narvaja marxà a Bolívia i després a Xile fins a l'any 1843. Un cop tornà a Montevideo, Narvaja ensenyà Drets Civils a la Facultat de Jurisprudència – avui Facultat de Dret – de la Universitat de la República. També publicà nombrosos treballs inèdits i tractats legals. El 1872 passà a ser jutge del Tribunal Suprem de Justícia de l'Uruguai i tres anys després seria elegit diputat pel departament de Durazno.

## Dret i política
Narvaja és l'autor del primer Codi Civil de l'Uruguai, vigent des de 1868. També és l'autor del Codi de Mineria, vigent des de 1876. També corregí el Codi de Comerç (Código de Comercio) redactat per Eduardo Acevedo Díaz.
La tasca de Narvaja fou fonamental per consolidar l'Uruguai com estat independent i sobirà. La historiografia uruguaiana sovint el considera un dels pares de la legislació d'aquell país.
Morí el 19 de febrer de 1877 després d'una breu malaltia. Actualment, hi ha un barri a Montevideo que porta el seu nom, a més d'altres homenatges en memòria seva.